# Дискографія Коді Сімпсона
Австралійський співак Коді Сімпсон випустив три студійні альбоми, чотири міні-альбоми, один мікстейп, чотирнадцять синглів (в тому числі один, як співвиконавець), п'ять промо-синглів і сімнадцять музичних кліпів.
Сімпсон видав свій дебютний міні-альбом 4 U 21 грудня 2010 року разом з лейблом Atlantic Records. Виходу міні-альбому передував сингл «iYiYi», який посів 73 місце в чарті Canadian Hot 100. Заключний сингл міні-альбому «All Day» посів 79 в чарті Canadian Hot 100.
Сімпсон видав сингл «On My Mind» 23 квітня 2011 року. Незабаром він увійшов до другого міні-альбому Сімпсона Coast to Coast. Другий сингл «Not Just You» вийшов 16 вересня 2011 року, а сингл «Angel» вийшов 16 грудня 2011 року.
У квітні 2012 року Сімпсон випустив мікстейп Angels & Gentlemen , в очікуванні виходу свого першого повноцінного студійного альбому Paradise. Виходу дебютного альбому також передувало видання міні-альбому Preview to Paradise. До Paradise увійшли сингли «Got Me Good», що вийшов 25 травня 2012 року і «Wish U Were Here», який вийшов 7 серпня 2012.
17 липня 2013 вийшов другий студійний альбом Сімпсона Surfers Paradise. До альбому увійшов сингл «Pretty Brown Eyes», який вийшов 23 квітня 2013 року.
Третій альбом Сімпсона Free виданий 10 липня 2015. До альбому увійшли сингли «Flower», який вийшов 5 лютого 2015 та «New Problems», який було видано 2 березня 2015 року. Альбом Free став першою самостійною роботою Сімпсона після розірвання контракту з лейблом Atlantic Records.

## Альбоми

### Студійні альбоми
| Назва                                                                       | Деталі альбому                                                                                             | Найвища позиція в чартах | Найвища позиція в чартах | Найвища позиція в чартах | Найвища позиція в чартах | Найвища позиція в чартах | Найвища позиція в чартах | Найвища позиція в чартах | Найвища позиція в чартах | Найвища позиція в чартах | Найвища позиція в чартах | Продажі       |
| Назва                                                                       | Деталі альбому                                                                                             | AUS                      | BEL (FL)                 | CAN                      | DEN                      | FRA                      | IRE                      | NOR                      | SPA                      | UK                       | US                       | Продажі       |
| --------------------------------------------------------------------------- | --- | ------------------------ | ------------------------ | ------------------------ | ------------------------ | ------------------------ | ------------------------ | ------------------------ | ------------------------ | ------------------------ | ------------------------ | ------------- |
| Paradise                                                                    | - Дата видання: 2 жовтня 2012 - Лейбл: Atlantic Records - Формат: CD, цифрове завантаження                 | 31                       | 40                       | 16                       | —                        | 157                      | 53                       | —                        | 81                       | —                        | 27                       |               |
| Surfers Paradise                                                            | - Дата видання: 16 липня 2013 - Лейбл: Atlantic Records - Формат: CD, цифрове завантаження                 | 25                       | 38                       | 2                        | 30                       | 130                      | 29                       | 20                       | —                        | 30                       | 10                       | - США: 62,000 |
| Free                                                                        | - Дата видання: 10 липня 2015 - Лейбли: Bananabeat Records, Coast House - Формат: CD, цифрове завантаження | 74                       | 82                       | 23                       | —                        | —                        | —                        | —                        | —                        | —                        | 128                      |               |
| »—" позначає альбом, що не потрапив у чарт або не виходив на цій території. | |                          |                          |                          |                          |                          |                          |                          |                          |                          |                          |               |

### Міні-альбоми
| Назва                                                                            | Деталі альбому                                                                                 | Найвища позиція в чартах | Найвища позиція в чартах | Найвища позиція в чартах |
| Назва                                                                            | Деталі альбому                                                                                 | AUS                      | US                       | US Heat                  |
| -------------------------------------------------------------------------------- | ---------------------------------------------------------------------------------------------- | ------------------------ | ------------------------ | ------------------------ |
| 4 U                                                                              | - Дата видання: 21 грудня 2010 - Лейбл: Atlantic Records - Формат: Цифрове завантаження        | —                        | —                        | 4                        |
| Coast to Coast                                                                   | - Дата видання: 20 вересня 2011 - Лейбл: Atlantic Records - Формат: CD, цифрове завантаження   | 16                       | 12                       | 1                        |
| Preview to Paradise                                                              | - Дата видання: 12 грудня 2012 - Лейбл: Atlantic Records - Формат: Цифрове завантаження        | —                        | —                        | —                        |
| The Acoustic Sessions                                                            | - Дата видання: 19 листопада 2013 - Лейбл: Atlantic Records - Формат: CD, цифрове завантаження | —                        | 118                      | —                        |
| «—» позначає міні-альбом, що не потрапив у чарт або не виходив на цій території. |                                                                                                |                          |                          |                          |

### Мікстейп
| Назва              | Деталі альбому                                                                          |
| ------------------ | --------------------------------------------------------------------------------------- |
| Angels & Gentlemen | - Дата видання: 28 квітня 2012 - Лейбл: Atlantic Records - Формат: Цифрове завантаження |

## Сингли

### Як головний виконавець
| Title                                                                      | Рік  | Найвища позиція в чартах | Найвища позиція в чартах | Найвища позиція в чартах | Найвища позиція в чартах | Найвища позиція в чартах | Найвища позиція в чартах | Найвища позиція в чартах | Найвища позиція в чартах | Найвища позиція в чартах | Сертифікація                    | Альбом           |
| Title                                                                      | Рік  | AUS                      | BEL (FL)                 | CAN                      | IRE                      | JP                       | NZ                       | UK                       | US Pop                   | US                       | Сертифікація                    | Альбом           |
| -------------------------------------------------------------------------- | ---- | ------------------------ | ------------------------ | ------------------------ | ------------------------ | ------------------------ | ------------------------ | ------------------------ | ------------------------ | ------------------------ | ------------------------------- | ---------------- |
| «iYiYi» (за участі Flo Rida)                                               | 2010 | 19                       | —                        | 73                       | —                        | 61                       | 29                       | —                        | —                        | —                        | - ARIA: Золотий - CRIA: Золотий | 4 U              |
| «All Day»                                                                  | 2011 | 97                       | 19                       | 79                       | —                        | —                        | —                        | —                        | —                        | —                        |                                 | 4 U              |
| «On My Mind»                                                               | 2011 | 51                       | —                        | 79                       | —                        | 5                        | —                        | —                        | 39                       | —                        | - CRIA: Золотий                 | Coast to Coast   |
| «Not Just You»                                                             | 2011 | —                        | —                        | —                        | —                        | —                        | —                        | —                        | —                        | —                        |                                 | Coast to Coast   |
| «Angel»                                                                    | 2011 | —                        | —                        | —                        | —                        | —                        | —                        | —                        | —                        | —                        |                                 | Coast to Coast   |
| «Got Me Good»                                                              | 2012 | —                        | —                        | —                        | —                        | —                        | —                        | —                        | —                        | —                        |                                 | Paradise         |
| «Wish U Were Here» (за участі Becky G)                                     | 2012 | —                        | —                        | —                        | 99                       | —                        | —                        | —                        | —                        | —                        |                                 | Paradise         |
| «Pretty Brown Eyes»                                                        | 2013 | —                        | —                        | 61                       | 75                       | —                        | —                        | 61                       | 33                       | —                        | - CRIA: Золотий                 | Surfers Paradise |
| «Summertime of Our Lives»                                                  | 2013 | —                        | —                        | —                        | —                        | —                        | —                        | —                        | —                        | —                        |                                 | Surfers Paradise |
| «La Da Dee»                                                                | 2013 | —                        | —                        | 89                       | —                        | —                        | —                        | —                        | —                        | —                        |                                 | Surfers Paradise |
| «Love» (за участі Зіггі Марлі)                                             | 2014 | —                        | —                        | —                        | —                        | —                        | —                        | —                        | —                        | —                        |                                 | Surfers Paradise |
| «Surfboard»                                                                | 2014 | 97                       | —                        | 65                       | —                        | —                        | —                        | 99                       | —                        | —                        |                                 | Н/Д              |
| «Home To Mama» (спільно з Джастіном Бібером)                               | 2015 | —                        | —                        | —                        | —                        | —                        | —                        | —                        | —                        | —                        |                                 | Purpose          |
| «Flower»                                                                   | 2015 | —                        | —                        | —                        | —                        | —                        | —                        | —                        | —                        | —                        |                                 | Free             |
| «New Problems»                                                             | 2015 | —                        | —                        | —                        | —                        | —                        | —                        | —                        | —                        | —                        |                                 | Free             |
| «Thotful»                                                                  | 2015 | —                        | —                        | —                        | —                        | —                        | —                        | —                        | —                        | —                        |                                 | Free             |
| «—» позначає сингл, що не потрапив у чарт або не виходив на цій території. |      |                          |                          |                          |                          |                          |                          |                          |                          |                          |                                 |                  |

### За участі Сімпсона
| Назва                                                                 | Рік  | Найвища позиція в чартах | Альбом            |
| Назва                                                                 | Рік  | CAN                      | Альбом            |
| --------------------------------------------------------------------- | ---- | ------------------------ | ----------------- |
| «They Don't Know About Us» (Вікторія Дюффілд за участі Коді Сімпсона) | 2012 | 74                       | Shut Up and Dance |

### Промо-сингли
| Назва                                                                            | Рік  | Найвища позиція в чартах | Альбом              |
| Назва                                                                            | Рік  | JP                       | Альбом              |
| -------------------------------------------------------------------------------- | ---- | ------------------------ | ------------------- |
| «Summertime»                                                                     | 2010 | 77                       | Н/Д                 |
| «I Want Candy»                                                                   | 2011 | —                        | Гоп                 |
| «Love»                                                                           | 2011 | —                        | Н/Д                 |
| «So Listen» (за участі T-Pain)                                                   | 2012 | —                        | Preview to Paradise |
| «No Ceiling»                                                                     | 2014 | —                        | Surfers Paradise    |
| «Livin' Easy»                                                                    | 2015 | —                        | Free                |
| «Happy Lil' Hippie»                                                              | 2015 | —                        | Free                |
| «—» позначає промо-сингл, що не потрапив у чарт або не виходив на цій території. |      |                          |                     |

## Пісні за участі Сімпсона
| Назва                                  | Рік  | Інші артисти     | Альбом |
| -------------------------------------- | ---- | ---------------- | ------ |
| «Make It Hot (Shot for Me Reimagined)» | 2011 | Джессіка Жаррель | Н/Д    |
| «Inescapable»                          | 2012 | Джессіка Жаррель | Glow   |

## Саундтреки
| Назва             | Рік  | Фільм                                  |
| ----------------- | ---- | -------------------------------------- |
| «I Want Candy»    | 2011 | Гоп                                    |
| «Shine Supernova» | 2013 | Втеча з планети Земля                  |
| «La Da Dee»       | 2013 | Мінлива хмарність, часом фрикадельки 2 |

## Виноски
1. ↑  Сингл "iYiYi" потрапив до чарту Ultratop 50, але посів 33 сходинку в чарті Flemish Ultratip.[2]
2. ↑  Сингл "Wish U Were Here" не потрапив до чарту Ultratop 50, але посів 10 сходинку в чарті Flemish Ultratip.[2]

1. ↑  Сингл "iYiYi" не потрапив до чарту Billboard Hot 100, але посів 12 сходинку в чарті Bubbling Under Hot 100 Singles.
2. ↑  Сингл "All Day" не потрапив до чарту Billboard Hot 100, але посів 22 сходинку в чарті Bubbling Under Hot 100 Singles.
3. ↑  Сингл "Pretty Brown Eyes" не потрапив до чарту Billboard Hot 100, але посів 8 сходинку в чарті Bubbling Under Hot 100 Singles.